# Leon Przanowski
Leon Przanowski (ur. 6 listopada 1844 w Celejowie, zm. 5 marca 1924 w Lublinie) – ziemianin, powstaniec styczniowy, działacz społeczny i oświatowy, kawaler Orderu Virtuti Militari.

## Życiorys

### Dzieciństwo i młodość
Urodził się w rodzinie ziemiańskiej pieczętującej się herbem Nowina jako syn Wojciecha, legionisty napoleońskiego i kapitana Wojska Polskiego z czasów Księstwa Warszawskiego odznaczonego przez księcia Józefa Poniatowskiego orderem Order Virtuti Militari, oraz Marii z Wesslów. Uczęszczał do gimnazjum w Lublinie. Następnie wyjechał do Warszawy by studiować w Instytucie Gospodarstwa Wiejskiego i Leśnictwa w Marymoncie. Po zamknięciu uczelni przez władze rosyjskie w 1862 r. podjął studia w Szkole Politechnicznej w Puławach.

### Powstanie styczniowe
W pierwszych tygodniach powstania Przanowski walczył w oddziale Gustawa Zakrzewskiego. Następnie wstąpił do oddziału Lelewela. Pod Panasówką jako dowódca 1 plutonu kawalerii, odznaczył się szczególnym męstwem prowadząc bohaterską szarżę i przedzierając się przez linie wroga, za co otrzymał nominację na stopień porucznika. Brał też udział w bitwie pod Batorzem, w której zginął Lelewel. Następnie wstąpił do oddziału Dionizego Czachowskiego, gdzie był adiutantem dowódcy. Po powstaniu wyjechał do Belgii, gdzie zapisał się na studia na Politechnice Gandawskiej. W 1869 r. wrócił do kraju, gdzie, jako były powstaniec styczniowy, został osadzony w więzieniu. Zwolniony na mocy amnestii, wiele lat pozostawał pod nadzorem policyjnym. W 1873 r. nabył skromny majątek w miejscowości Krasne. Po kilku latach ciężkiej pracy, gospodarstwo zaczęło przynosić zyski. Dobrą sławą cieszyła się hodowla koni Przanowskiego.

### Działalność społeczna
Przanowski zaczął angażować się społecznie. Uczestniczył w zjazdach ziemiaństwa, czynnie działał w Towarzystwie Kredytowym Ziemskim. W 1902 objął funkcję prezesa Lubelskiego Oddziału Towarzystwa. Od 1913 r. był pełnomocnikiem Lubelskiego Towarzystwa Wzajemnego Kredytu. Był również prezesem komitetu wykonawczego Lubelskiego Oddziału Banku Ziemiańskiego. Wspierał również przemysł lokalny. Należał do komitetu organizacyjnego Towarzystwa Udziałowego Cukrowni Lublin. Był prezesem zarządu Cukrowni Milejów oraz twórcą Lubelskiego Towarzystwa Rolniczego, którego celem było propagowanie wiedzy o stosowaniu nawozów sztucznych, poplonów i pasz. 11 VIII 1905 r. Leon Przanowski, jego szwagier Tadeusz Rojowski i kilkunastu innych obywateli Lublina, powołali do istnienia szkołę humanistyczną pod nazwą: Szkoła Lubelska Filologiczna
Ośmioklasowa Prywatna, popularnie zwaną Szkołą Lubelską. Do historii szkolnictwa Lubelszczyzny przeszła jako Prywatne Męskie Gimnazjum Stefana Batorego. Liczne wpływy i kontakty Przanowskiego przyczyniły się do sfinalizowania kolejnego przedsięwzięcia – otwarcia 26 IV 1908 r. Biblioteki Publicznej im. H. Łopacińskiego. W tym okresie zaangażował się również w działalność Lubelskiego Towarzystwa Dobroczynności. W czasie I wojny światowej organizował pomoc dla potrzebujących, nie zapominając też o weteranach powstania styczniowego.
Na rok przed śmiercią uhonorowany został Orderem Virtuti Militari.
Pochowany został w Lublinie na cmentarzu przy ul. Lipowej w Lublinie.